# Turie
Turie – wieś (obec) na Słowacji położona w kraju żylińskim, w okręgu Żylina. Pierwsze wzmianki o miejscowości pochodzą z roku 1386. Miejscowość położona jest w Kotlinie Rajeckiej nad Turianskim potokiem.
Według danych z dnia 31 grudnia 2010, wieś zamieszkiwało 2009 osób, w tym 1073 kobiet i 936 mężczyzn.
W 2001 roku rozkład populacji względem narodowości i przynależności etnicznej wyglądał następująco:
- Słowacy – 99,12%
- Czesi – 0,26%
- Romowie – 0,31%

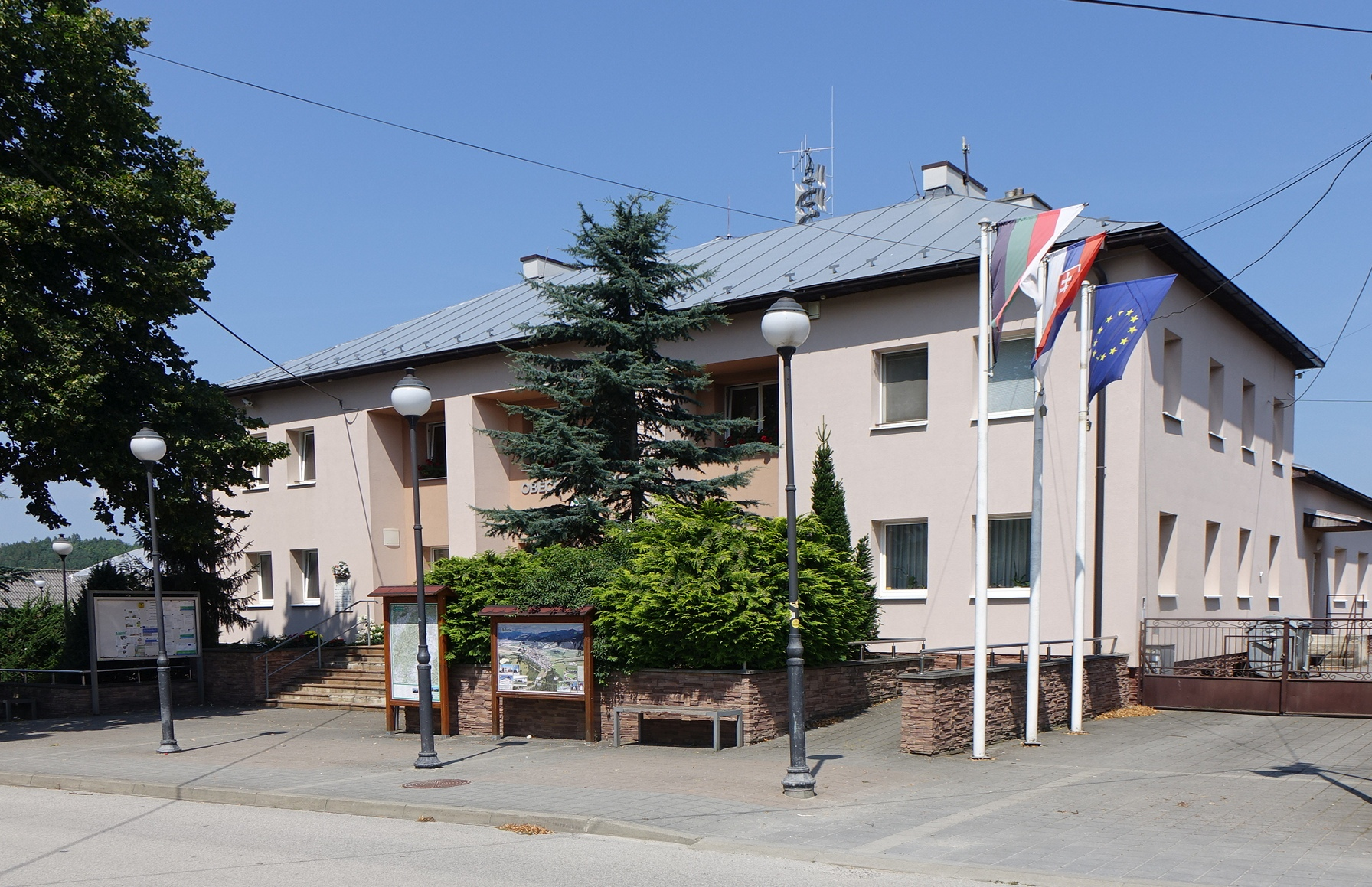
Urząd gminy
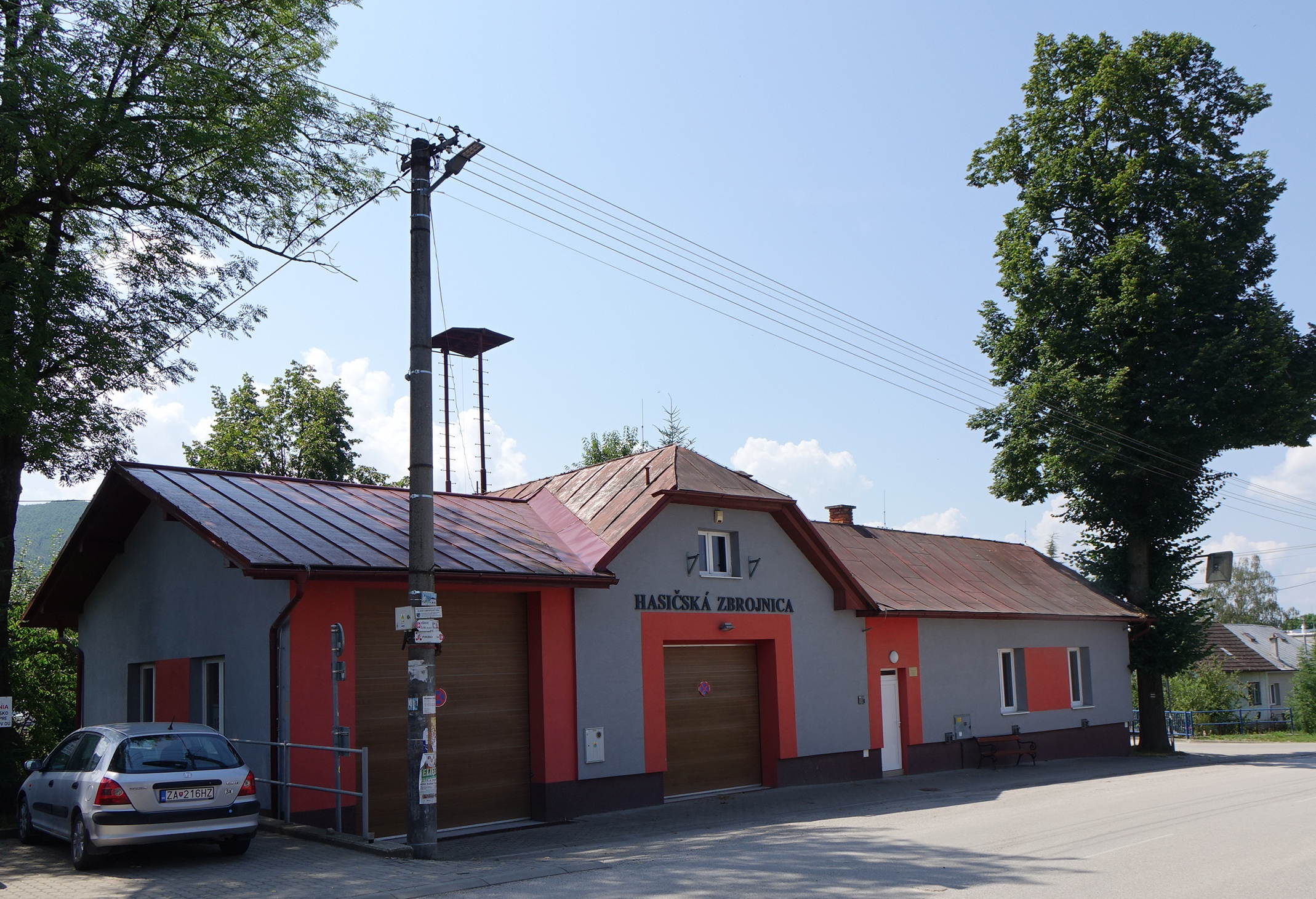
Remiza strażacka
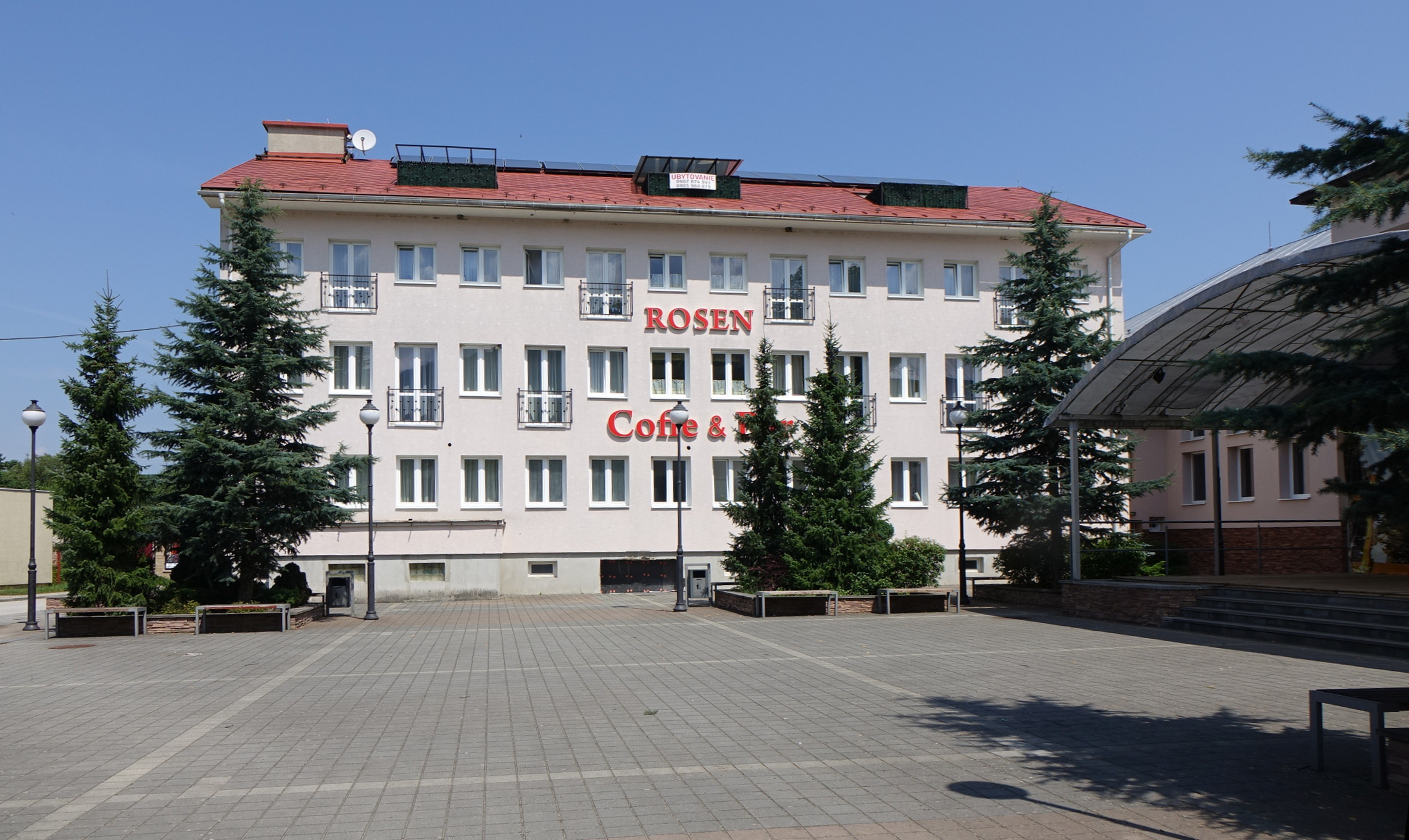
Hotel
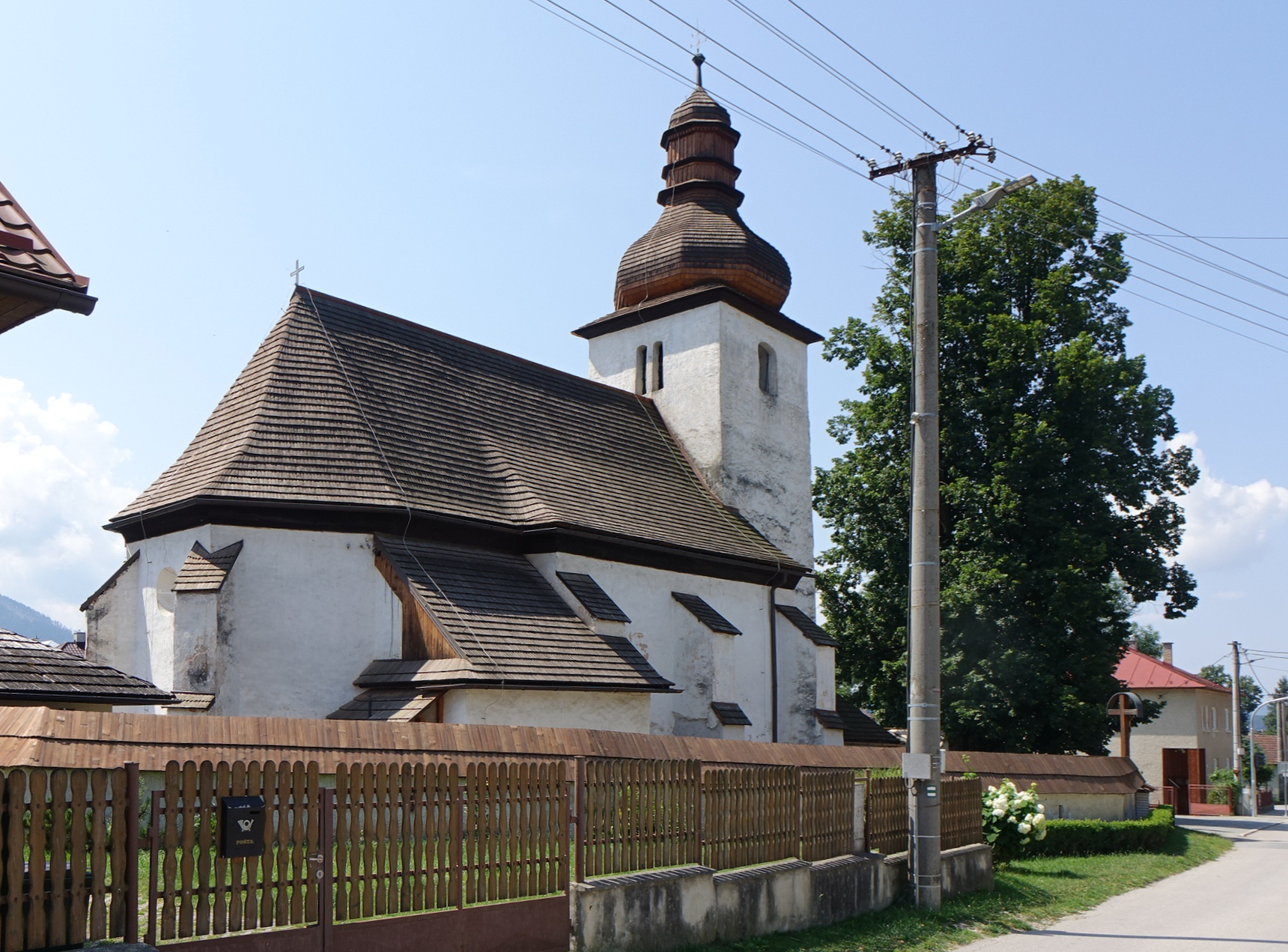
Kościół
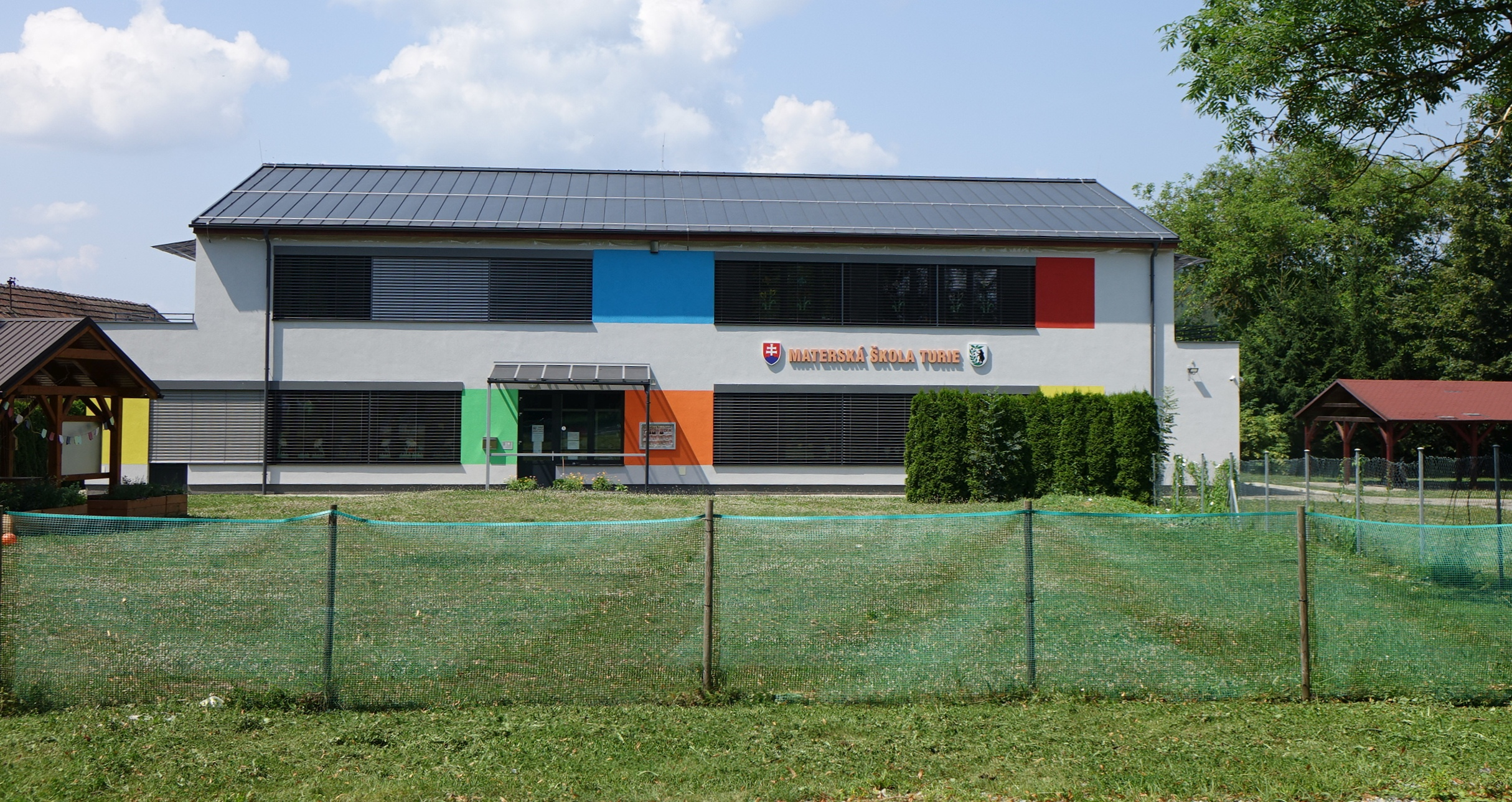
Szkoła podstawowa
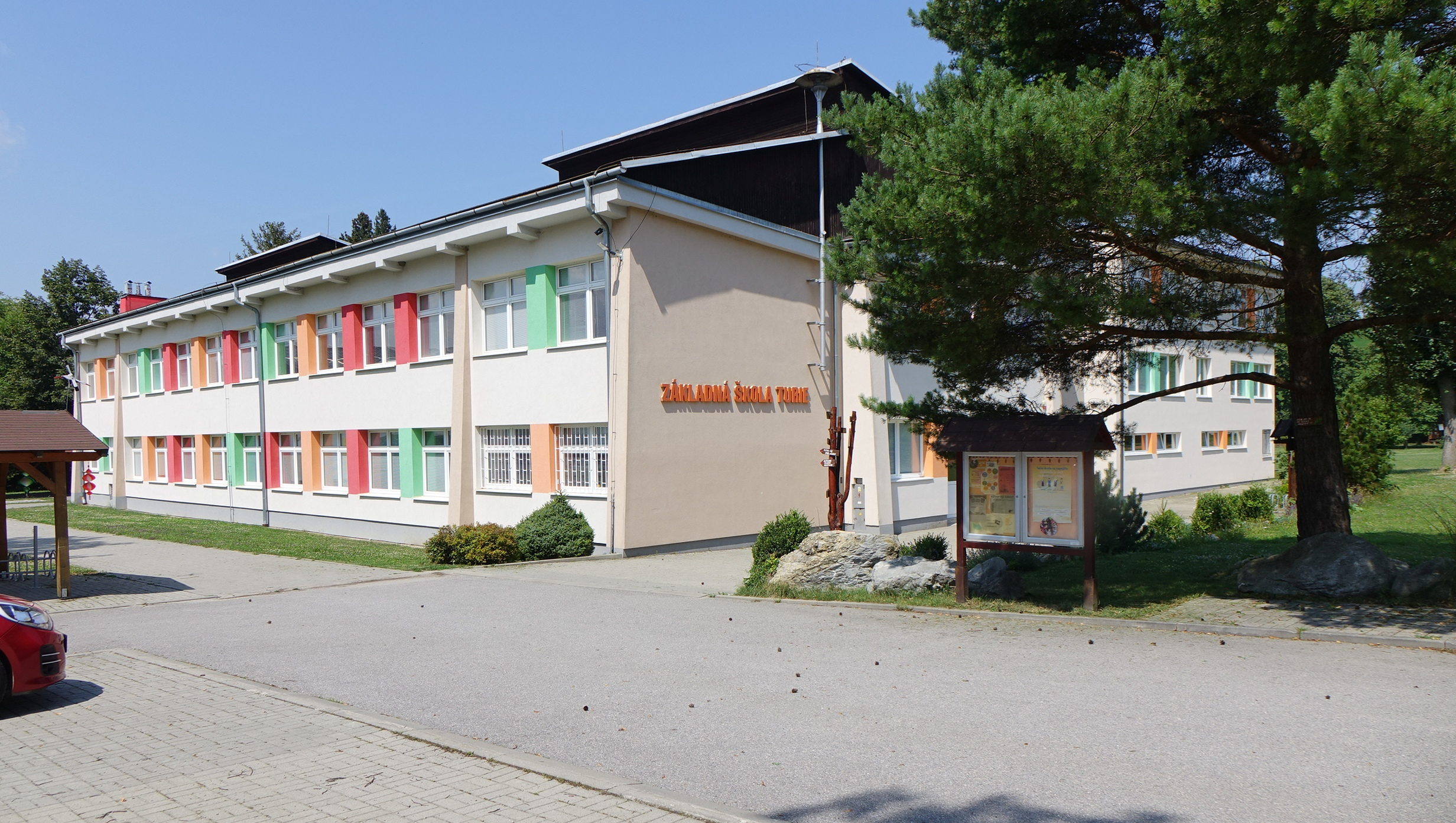
Szkoła zawodowa
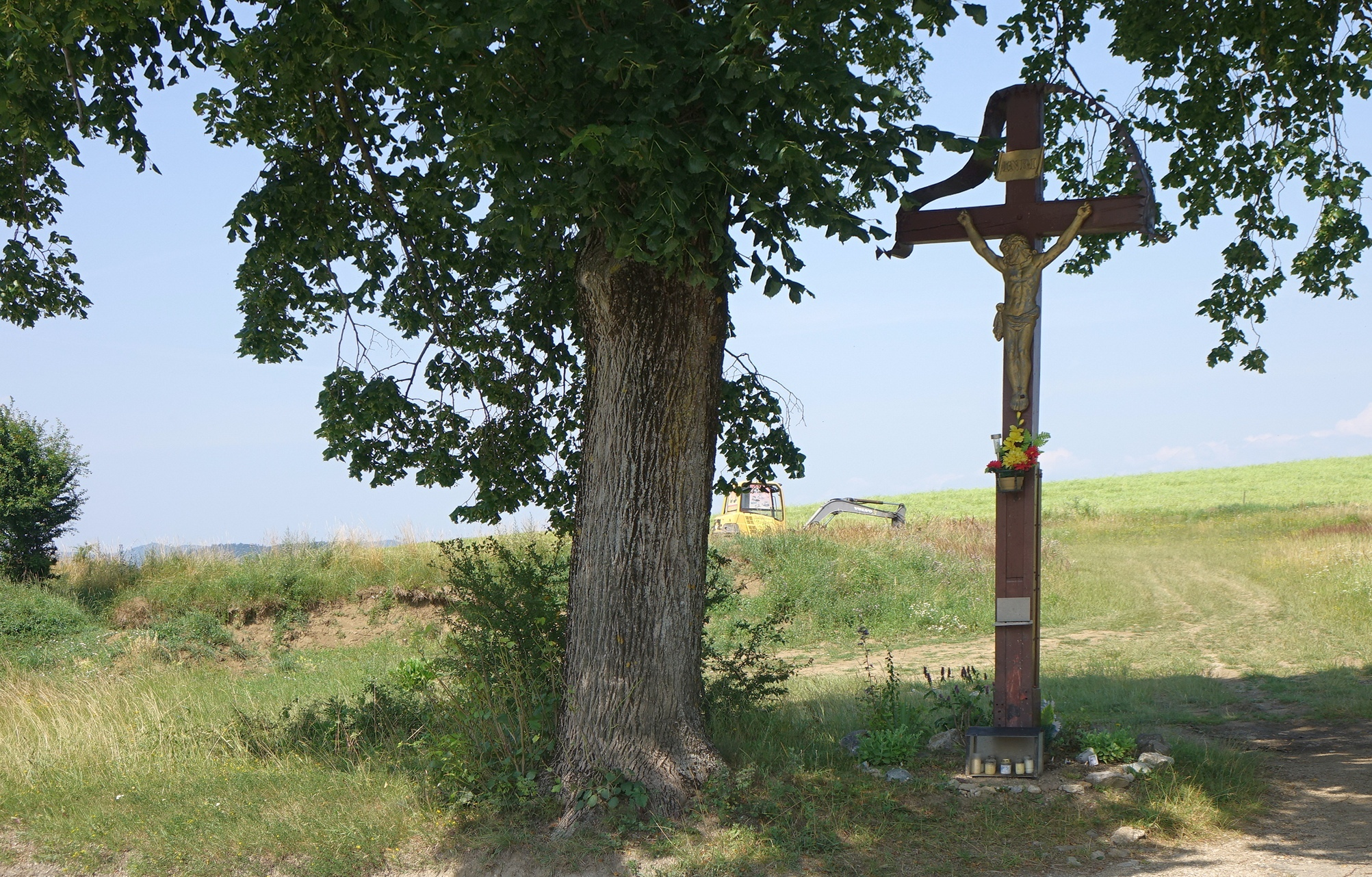
Krzyż na granicy wsi

## Turystyka
Turie jest punktem startowym dla pieszej i rowerowej turystyki. Wychodzą z niego 3 szlaki turystyczne w Małą Fatrę Luczańską.
  odcinek: Turie – Pod Železom – Čipčie – Nad Zadným – Pod Ostrou
  Turie – Pod Ostrou – Skalka – Pod Krížavou – Krížava
  Turie – dolina Turiańskiego Potoku – Minčol